# 泛綠聯盟
泛綠聯盟是中華民國總統陳水扁於2006年10月間有意籌組的一個政治聯盟。陳水扁構想由前總統、台灣團結聯盟精神領袖李登輝主導，邀集獨派團體、泛綠政黨組成泛綠聯盟。陳水扁的核心幕僚表示，籌組泛綠聯盟是為台灣長遠未來發展的長期性合作，與過去李登輝提出的「台灣主體政權」構想相近，不是短期的聯盟，也不是選舉算計。台灣社表示支持，祕書長楊文嘉說，籌組泛綠聯盟是「回應民眾對本土勢力不可分割的強烈期待」。
但是台灣團結聯盟對此一構想並不領情。台聯祕書長林志嘉表示，一個多月前就聽過這種說法，但李登輝日前才宣示過自己是「挺台灣，不是挺綠」，這就是台聯的立場，泛綠聯盟不可行。多名台聯立委如羅志明、何敏豪、賴幸媛認為，泛綠聯盟只是民進黨為了年底的直轄市市長選舉所計畫的政治權謀，意在搶食台聯支持者的選票。羅志明說，陳水扁每逢危機就抱李登輝大腿、吃台聯豆腐，危機過後又說三道四，李登輝早已對陳水扁失去信心。